# ران (فليم)
ران (بالإنجليزية: Run)‏ هو فيلم درامي فرنسي إيفواري من إخراج فيليب لاكوت سنة 2014. تم عرضه في قسم جائزة نظرة ما في مهرجان كان السينمائي 2014. يعتبر أول فيلم منساحل العاج يتم اختياره لمهرجان كان. 
تم اختيار الفيلم أيضًا باعتباره ممثل ساحل العاج لأفضل فيلم بلغة أجنبية في حفل توزيع جوائز الأوسكار الثامن والثمانين، ولكن لم يتم ترشيحه.  تلقى الفيلم 12 ترشيحًا في حفل توزيع جوائز الأوسكار الأفريقي الحادي عشر للأفلام، لكنه لم تفز بأي جائزة.

## الممثلون
- عبد الكريم كوناتي
- إسحاق دو بانكولي
- جيندا كين

## روابط خارجية
- ران على موقع IMDb (الإنجليزية)
- ران على موقع قاعدة بيانات الأفلام العربية
- ران على موقع ألو سيني (الفرنسية)
- ران على موقع قاعدة بيانات الفيلم (الإنجليزية)
- ران على موقع ليتربوكسد (الإنجليزية)
- ران على موقع كينوبويسك (الروسية)